# Powszelatek chabrowiec
Powszelatek chabrowiec, warcabnik (Pyrgus carthami) – motyl dzienny z rodziny powszelatkowatych.

## Wygląd
Rozpiętość skrzydeł od 30 do 36 mm, dymorfizm płciowy słabo zaznaczony.

## Siedlisko
Murawy kserotermiczne, tereny piaszczyste, kamieniołomy, polany, drogi w świetlistych lasach.

## Biologia i rozwój
Wykształca jedno pokolenie w roku (połowa maja-lipiec). Rośliny żywicielskie: pięciornik piaskowy, pięciornik siedmiolistkowy, pięciornik srebrny, pięciornik wiosenny. Jaja barwy białawej składane są pojedynczo na spodniej stronie liścia rośliny żywicielskiej. Larwy wylęgają się po 2-3 tygodniach; zimuje w zwiniętym liściu. Stadium poczwarki trwa 3-4 tygodnie.

## Rozmieszczenie geograficzne
Gatunek zachodniopalearktyczny, w Polsce występuje lokalnie w środkowej i południowej części kraju.